# Niedźwiedź (gromada w powiecie ząbkowickim)
Niedźwiedź – dawna gromada, czyli najmniejsza jednostka podziału terytorialnego Polskiej Rzeczypospolitej Ludowej w latach 1954–1972.
Gromady, z gromadzkimi radami narodowymi (GRN) jako organami władzy najniższego stopnia na wsi, funkcjonowały od reformy reorganizującej administrację wiejską przeprowadzonej jesienią 1954 do momentu ich zniesienia z dniem 1 stycznia 1973, tym samym wypierając organizację gminną w latach 1954–1972.
Gromadę Niedźwiedź z siedzibą GRN w Niedźwiedziu utworzono – jako jedną z 8759 gromad na obszarze Polski – w powiecie ząbkowickim w woj. wrocławskim, na mocy uchwały nr 33/54 WRN we Wrocławiu z dnia 2 października 1954. W skład jednostki weszły obszary dotychczasowych gromad: Niedźwiedź i Starczówek ze zniesionej gminy Lubnów oraz Doboszowice ze zniesionej gminy Kamieniec Ząbkowicki w tymże powiecie. Dla gromady ustalono 22 członków gromadzkiej rady narodowej.
1 stycznia 1960 gromadę Niedźwiedź zniesiono, a jej obszar włączono do gromad: Topola (wieś Doboszowice), znoszonej Chałupki (wieś Niedźwiedź) i znoszonej Nieszków (wieś Starczówek) w tymże powiecie.